# Szanok

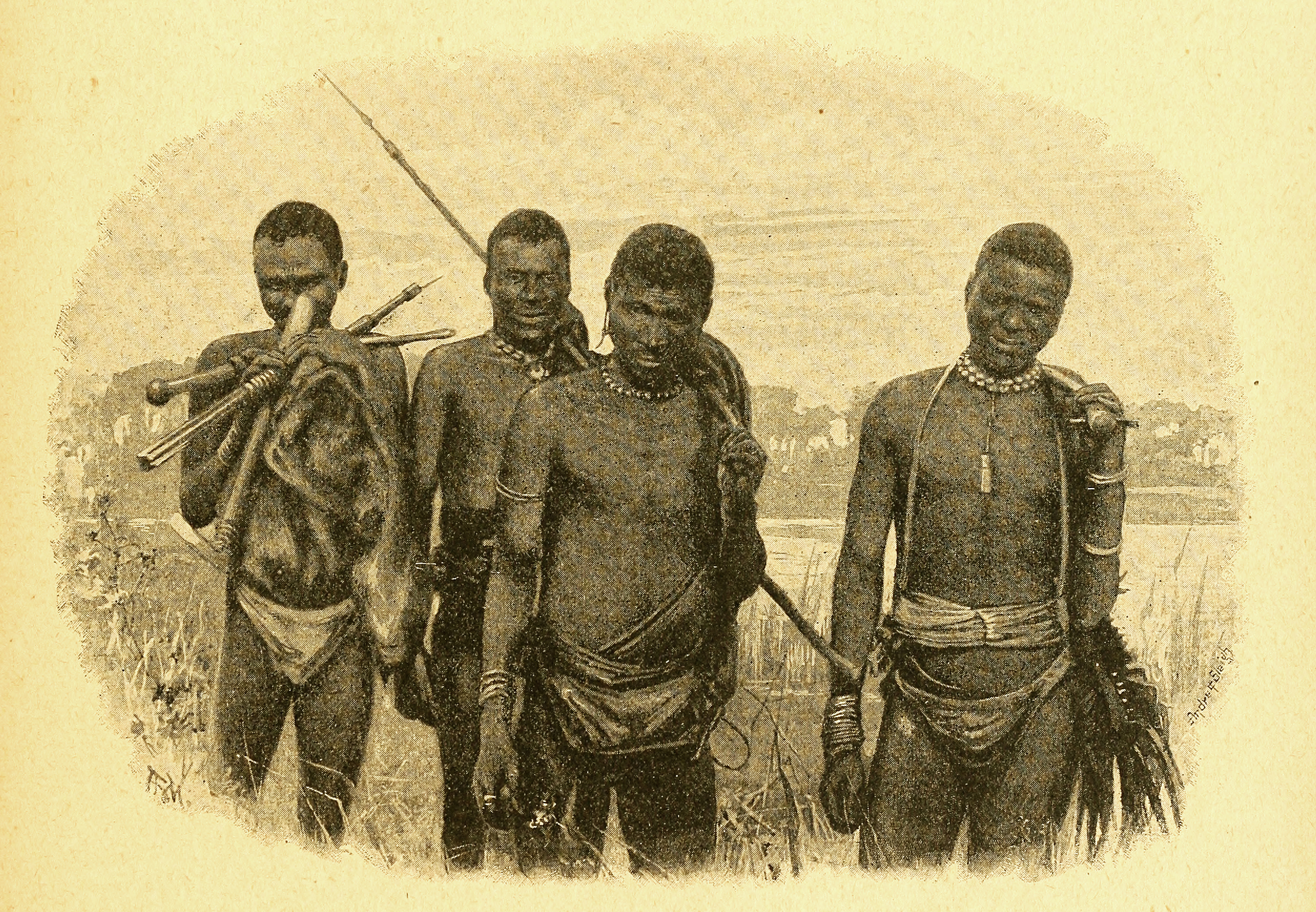
Vándorló busman férfiak - ábrázolás 1892-ből

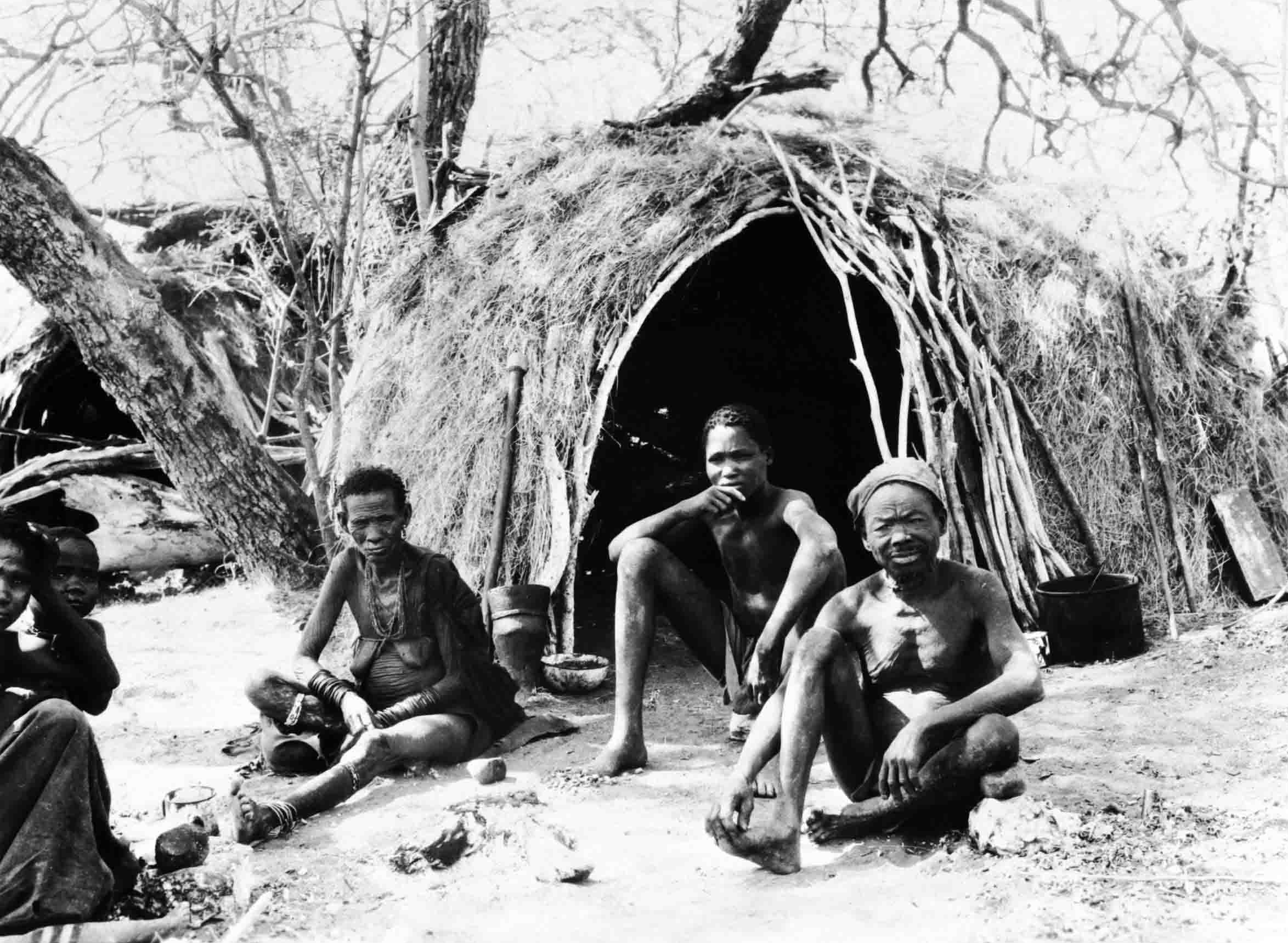
Szanok csoportja a 20. század elején - német gyarmati fotó

A szanok vagy busmanok népcsoportja a dél-afrikai régió különböző államainak (Botswana, Namíbia, Angola, Zambia, Zimbabwe, Lesotho és a Dél-afrikai Köztársaság) sivatagos körzeteiben él. Hagyományos társadalmuk ősközösségi jellegű, gazdálkodásuk a vadászat és gyűjtögetés. Afrika és a régió legrégebbi fennmaradt kultúráját képviselik. Nyelvük a csettintő hangokat is alkalmazó koiszan nyelvek csoportjába tartozik.
A 21. század fordulóján a szanok száma körülbelül 100 ezer fő volt, többségük Botswana területén élt.
2017-ben, Botswanában közel 63 500 szan élt, ezzel ebben az országban alkották a lakosság legmagasabb arányát 2,8%-kal.
Társadalmi együttélési formájuk a horda, azaz nem alkotnak törzseket, csupán néhány család él együtt szoros közösségben, amiket rokoni kapcsolat fűz gyakran egymáshoz.

## Elnevezésük
A „szan” eredetileg lekicsinylő, „gyűjtögető” értelmű kifejezés, a szomszédságukban élő állattenyésztő koikoik nevezték így őket. Saját, az egész népcsoportra vonatkozó önelnevezésük nem volt, csak a különböző csoportjaiknak adtak nevet. A busman elnevezést a holland telepesektől, a búroktól kapták (bosjeman) – angolul „bushman”, azaz „bozóti ember” –, mivel a „vadvilágban” éltek. A lekicsínylőnek tartott „busman” elnevezést az 1990-es évek végére általában felváltotta a „szan”; azonban később számos szaktudós is visszatért a busman névhez, mivel a szan sem a saját nevük, és az is tekinthető pejoratívnak. Botswanában a bantu nyelvek közé tartozó helyi cvana nyelven a nevük Basarwa (egyes számban Mosarwa) aminek jelentése: „akik nem tenyésztenek marhát”.

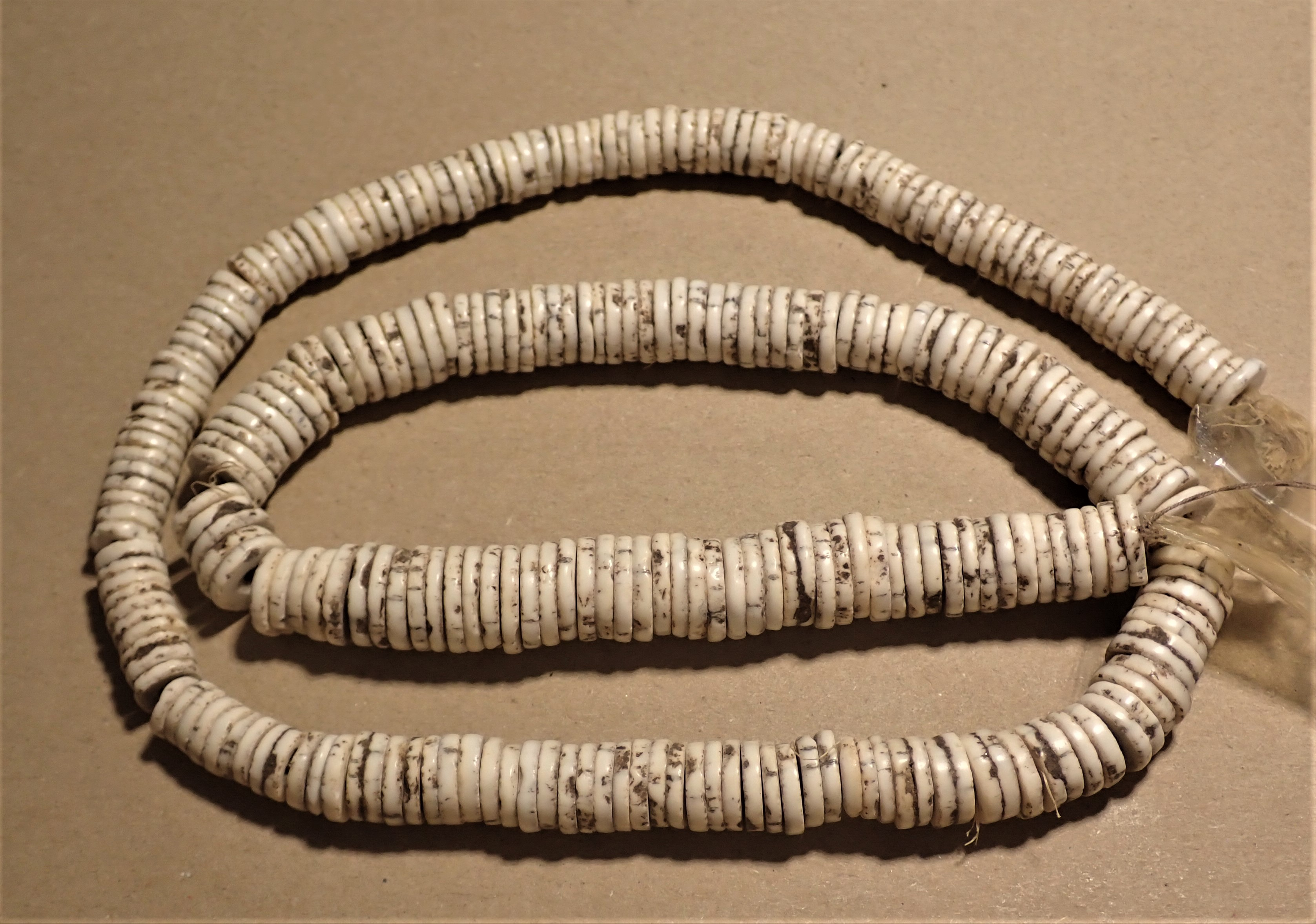
Úgynevezett busman gyöngysor 1915-ből

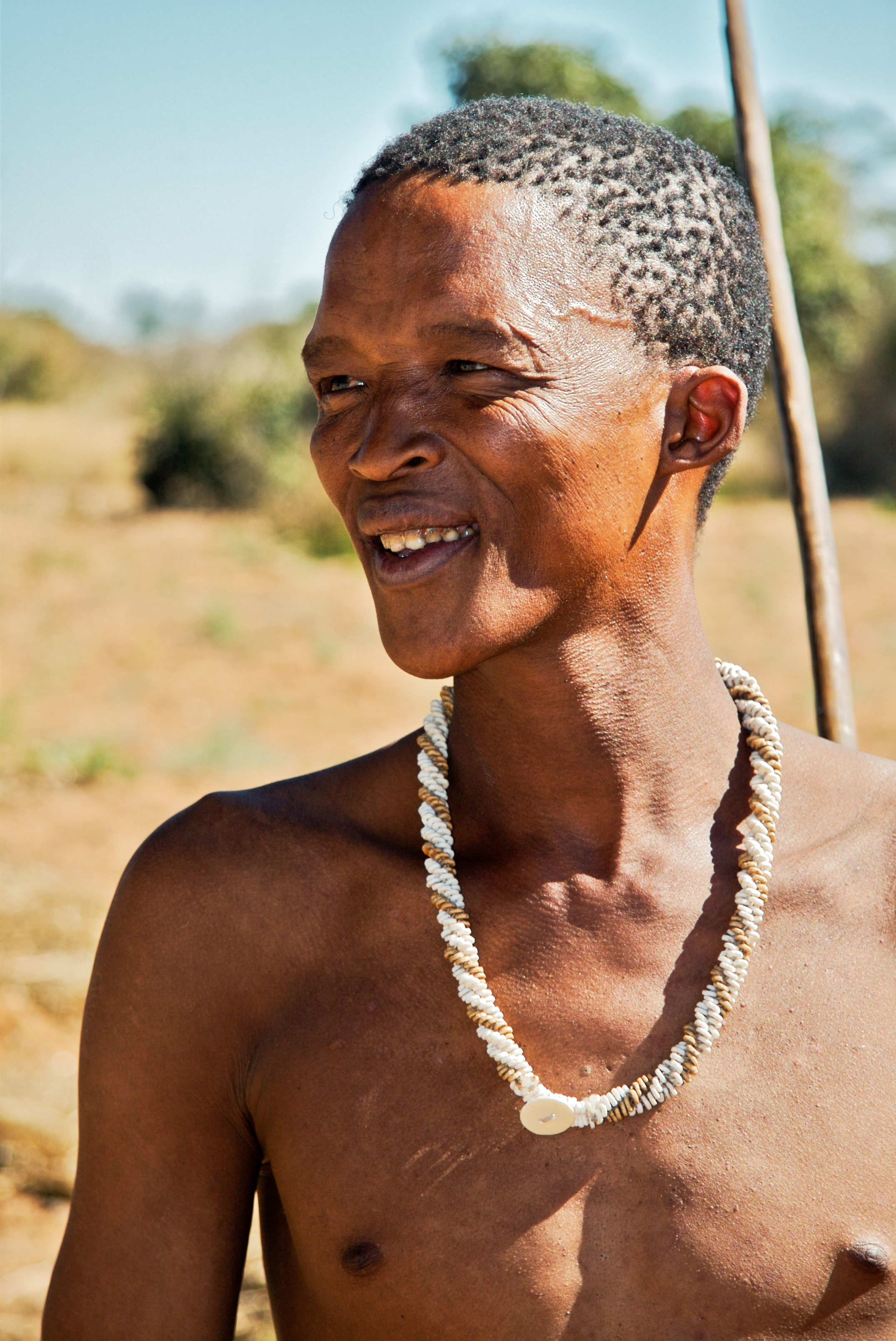
Szan férfi (2006-os kép, bemutató turisták számára)

## Történetük
A szanok társadalma a Föld legrégebbi fennmaradt kultúrái közé tartozik. A tudomány mai állása szerint az emberré válás óta mindig is e széles területen éltek. 
A dél-afrikai KwaZulu-Natal Border Cave nevű barlangjában 2012-ben régészek olyan 44 000 éves szerszámokat találtak, amelyek csaknem azonosak a modern szanok által hagyományosan használt eszközökkel.
A becsuánaföldi Tsodilo régészeti lelőhelyen sokezer, 24 000 évre visszamenő sziklarajzot és más leleteket találtak, amiket a  szanoknak és a bantuknak tulajdonítanak.
A szanok hagyományosan félnomád életmódot folytattak, mozgásukat a víznyerési, vadászati és az ehető növények gyűjtési lehetőségei határozták meg. A szanokhoz etnikailag hasonló vagy velük azonos népek voltak a hordozói az őskőkori kultúrát követő szangoan kultúrának (130 000-től 10 000 évvel ezelőttig, nagyjából az európai moustéri kultúra idején) Kelet-Afrika bozótos területein a Vörös-tengertől a kontinens déli csücskéig.
A 18. század végétől, a holland telepesek megérkeztével szanok ezreit gyilkolták le illetve kényszerítették rabszolgamunkára. A brit gyarmatosítók megpróbálták mezőgazdasági munkára szoktatva „civilizálni” a szanokat, de nem jártak sikerrel. Az 1870-es évekre az utolsó fokföldi szanokat is kiirtották. A dél-afrikai kormányzat egészen az 1930-as évekig vadászati engedélyeket adott ki a szanokra, az utolsó ilyet 1936-ban a mai Namíbia területén bocsátották ki.
A bantuk, a holland telepesek és gyarmatosok beáramlásával a szanok egyre szűkebb és sivatagosabb területre szorultak vissza.

## Társadalom
A szanok hagyományos társadalma egyenlősítő volt. Bár előfordultak örökletes vezetőik, az ő hatalmuk korlátozott maradt. Fontos döntéseiket konszenzussal hozták, a nőket viszonylagosan egyenrangúként kezelték. A szan gazdaság a rendszeres kölcsönös ajándékozáson alapult, a kereskedelmet nem ismerték. Modern kutatások azonban kimutatták, hogy az ékszerként ma is készített úgynevezett „busman gyöngysorokat” már legalább 7000 évvel ezelőtt is ismerték és a népcsoportokközötti cseregazdaságban egyfajta pénzként alkalmazták. Ezek úgy készültek, hogy a strucctojás 2-3 milliméter vastag héját apróra törték, a kis darabokat lekerekítették, megfúrták és felfűzték.
A szanok rokonsági rendszere a hagyományosan kis mozgó táplálékkereső hordáknak megfelelő. Hasonló például az eszkimók rokonsági rendszeréhez. 
Személyneveik állománya viszonylag kicsi, (körülbelül 35 nevet használnak nemenként), minden gyermeket nagyszülőről vagy más rokonról neveznek el, de a szüleiről soha.

## Genetikai tulajdonságaik
Különböző Y-kromoszóma tanulmányok azt mutatják, hogy a szanok a legeltérőbb (legrégebbi) emberi Y-kromoszóma haplocsoportokat hordozzák.
A mitokondriális DNS vizsgálatok is bizonyítják, hogy a szanok a legkorábbi emberi haplocsoport ágainak magas frekvenciáját hordozzák. A legeltérőbb (legrégebbi) mitokondriális haplocsoportot legnagyobb gyakorisággal a dél-afrikai szan csoportokban azonosították.
Egy 2011 márciusában közzétett tanulmányban Brenna Henn és munkatársai megállapították, hogy a ǂKhomani San, valamint a szandave és a tanzániai hadza csoportok genetikailag a legváltozatosabbak minden vizsgált élő ember közül. Ez a nagyfokú genetikai sokféleség az anatómiailag modern ember itteni eredetére utal.
Egy 2016 szeptemberében publikált, a szanok teljes genomját vizsgáló tanulmány szerint a szanok ősei körülbelül 200 000 évvel ezelőtt kezdtek elválni a többi afrikai populációtól és 100 000 ezelőttre már teljesen izolálódtak.

## Hitvilág
Természetközeli életük a hiedelmeikben is tükröződik. Kudarcos vadászatok után a varázslóik segítségével igyekeztek befolyásolni a sorsot.
A kultúrájuk és vallásuk központi eleme a tánc, különösen figyelemreméltó az egész éjszakán át tartó transztánc.
A Kalahári északnyugati részén élő kung-busmanok Gauát, a Nagy Szellemet tisztelték a 20. század derekán, ugyanakkor a kisebb istenek és szellemek jelenlétében is hittek. A szanokról általánosságban elmondható, hogy egy isten tisztelete túlsúlyban van az alacsonyabb rangú istenek és szellemek jelenléte mellett.

## Alkatuk
A szanok sok alcsoportra oszlanak. Egyes csoportjaiknál a férfiak átlagos termete mindössze 140–145 cm; a nők hasonló termetűek, vagy akár magasabbak is. Az északabbra fekvő területeken általában magasabb termetű szanok élnek. Angolában a többségük eléri a 152–160 cm-t, a kung-szanoknál pedig az átlagos férfitermet 171 cm, viszont ezeknek a férfiaknak az átlagos testtömege csak 40,5 kg. Sok szan csoport a környező népekkel keveredett.
Már a legkorábbi megfigyelőknek is feltűnt a szanok egészen kicsi keze és lába. Végtagjaik a törzshöz viszonyítva rövidek. Bőrszínük sárgásbarna, egyeseké kifejezett fakósárga. Hajuk fekete, csigás, vékony szálú. A fejen csomókban áll, az egyes csomók között a fejbőr kilátszik. A férfiak arcszőrzete és a nemi szerv körüli szőrzete gyengén fejlett.
Fiziológíai szempontból is alkalmazkodtak a körülményeikhez. Ha jóllaktak, hasuk kitágult, szűkős időkben pedig összehúzódott, bőrük redőkben hullott alá. A vízhiányhoz szervezetük a folyadék óvásával is alkalmazkodott, nyálképzésük például igen gyenge.
Kis testmagasságuk miatt régebben a pigmeusok rokonainak tartották őket, de a modern kutatások kimutatták, hogy nem állnak velük rokonságban.

## Életmódjuk
A szanok békés emberek, akik az összeütközést, a harcot kerülik. Nomád–félnomád életmódot élnek, gyűjtögetéssel, vadászattal. A félsivatagban élő állatokra, antilopfélékre vadásznak, valamint gyökerekkel, bogyókkal, apróbb állatokkal táplálkoznak.

## Művészetek

### Sziklarajzok
Szerte Dél-Afrikában számos sziklarajzot találtak, amiknek elkészítését a szakemberek a mai busmanok elődeinek tulajdonítják csakúgy, mint a 2011-ben egy szikladarabon felfedezett, a világon a legrégebbi, 73 000 évvel ezelőttre datált sziklarajzot.

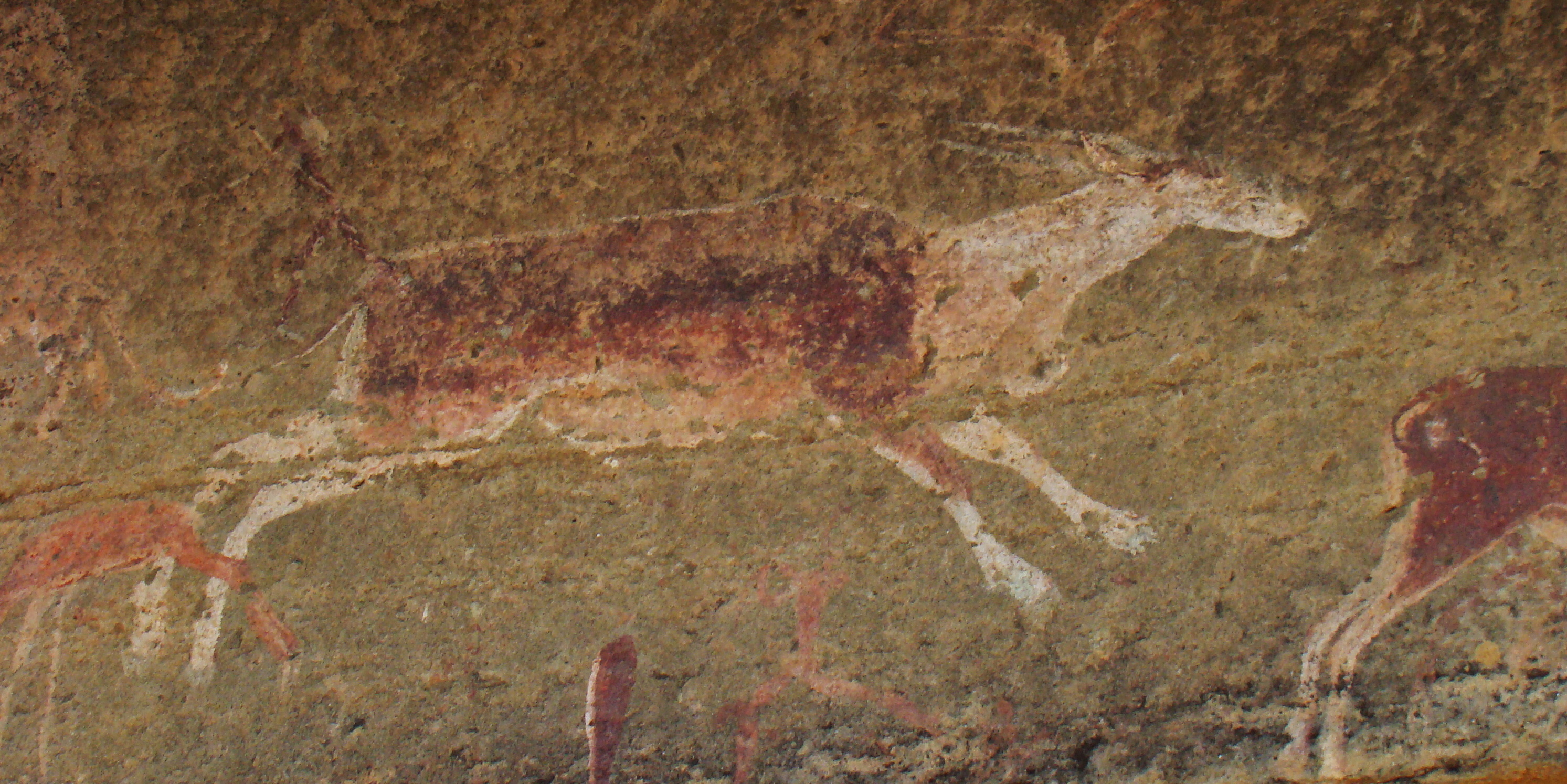
Szan sziklafestmény a Drakensberg hegységben
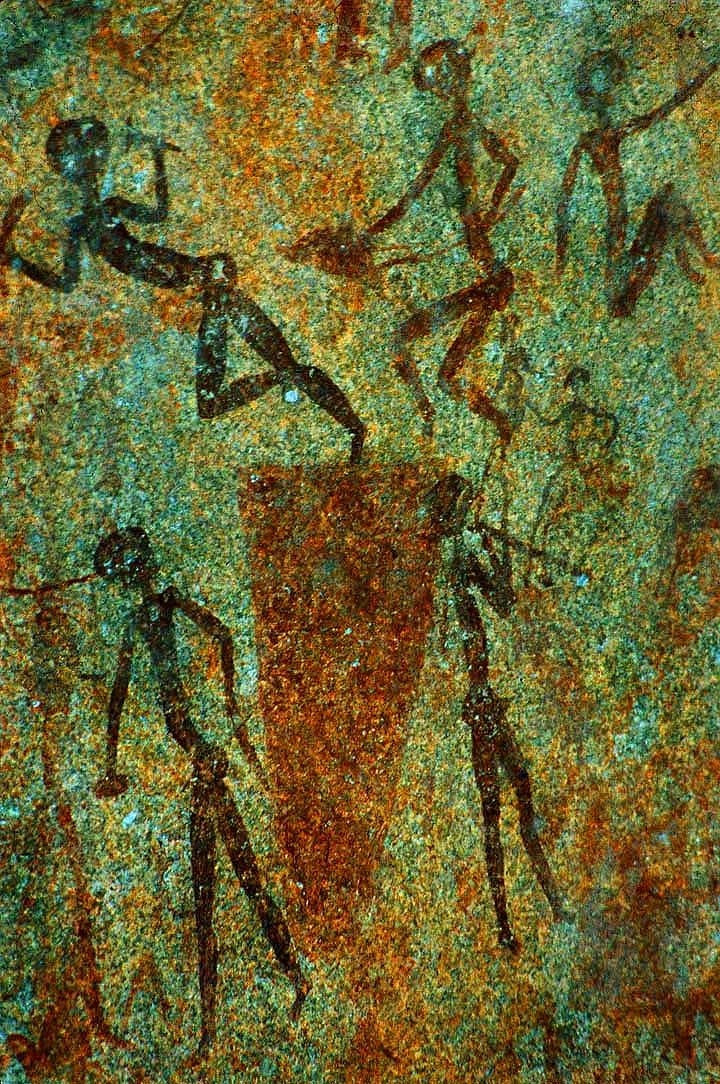
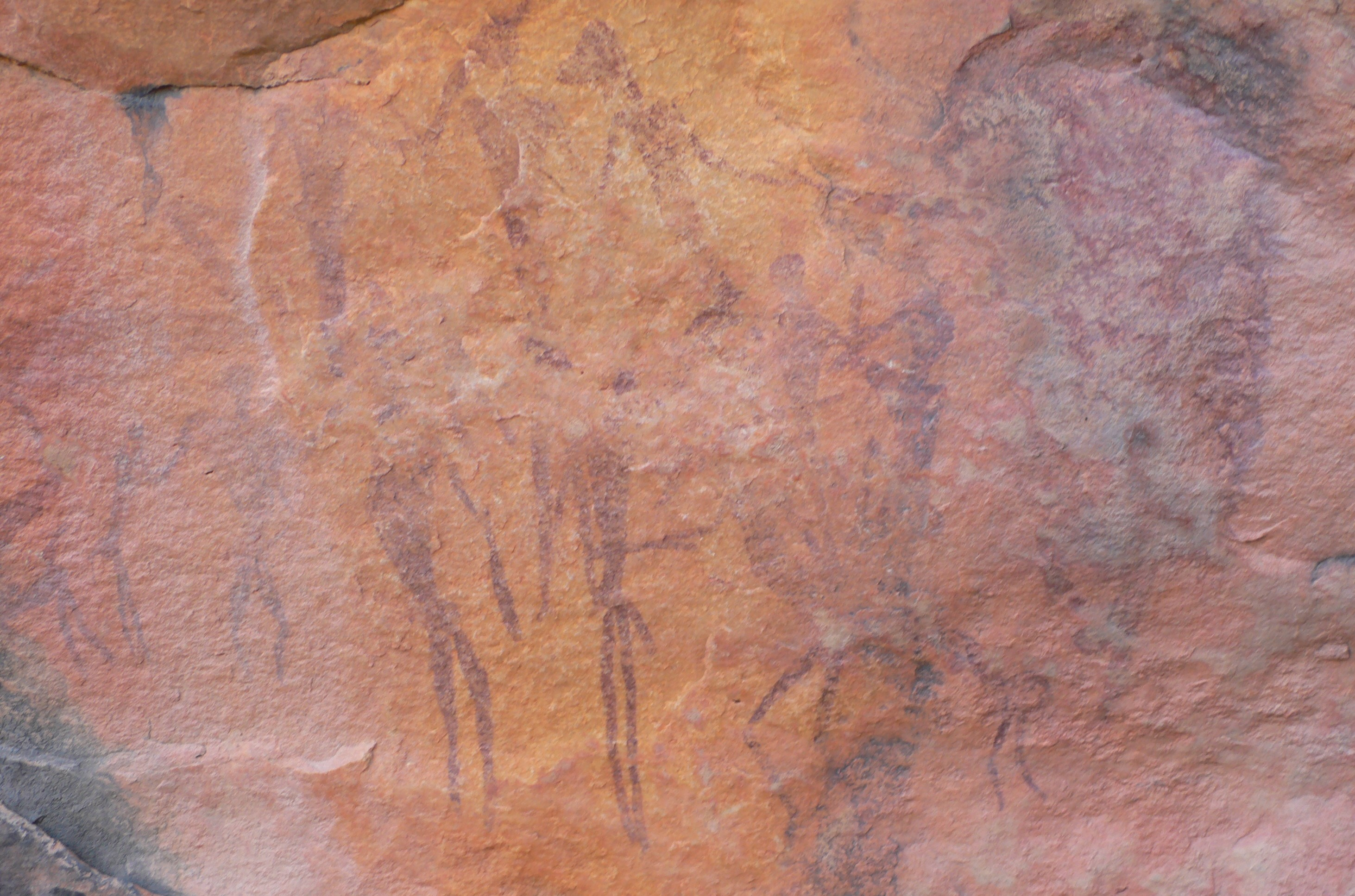
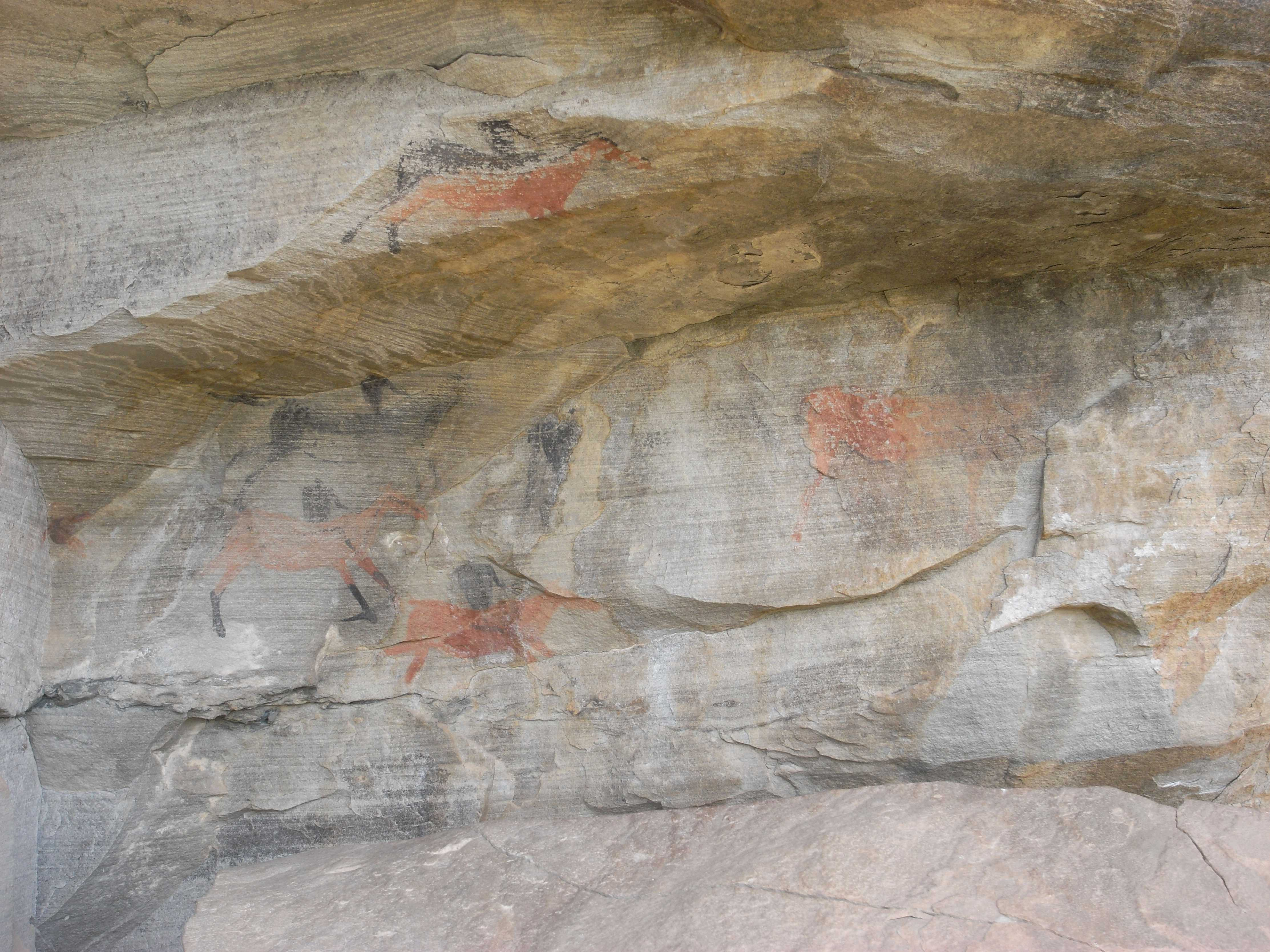

### Ének, zene, tánc
A hagyományos busman közösségek napi rendszerességgel énekeltek, táncoltak, és gyakran rendeztek nagyobb táncos mulatságokat. Zenei kultúrájuk is hosszú múltra tekinthet vissza: a legdélibb afrikai tengerparton, a fokföldi Knysna városa közelében feltárt 11 600, illetve 5600 éves úgynevezett proto-busman rétegekben is találtak ősi hangszereket, csontfurulyákat.

## Fordítás
Ez a szócikk részben vagy egészben  a   San people című angol Wikipédia-szócikk ezen változatának fordításán alapul.  Az eredeti cikk szerkesztőit annak laptörténete sorolja fel. Ez a jelzés csupán a megfogalmazás eredetét és a szerzői jogokat jelzi, nem szolgál a cikkben szereplő információk forrásmegjelöléseként.